# 333119 Sharonhelms
333119 Sharonhelms è un asteroide della fascia principale. Scoperto nel 2006, presenta un'orbita caratterizzata da un semiasse maggiore pari a 2,391885 UA e da un'eccentricità di 0,193460, inclinata di 0,778844° rispetto all'eclittica.